# Spandauer SC Germania 1895
Spandauer SC Germania 1895 was een Duitse voetbalclub uit Spandau, een stadsdeel van de hoofdstad Berlijn.

## Geschiedenis
De club werd op 15 oktober 1895 opgericht als SC Germania Spandau 1895. In 1909 fuseerde de club met FC Normannia 1907 Spandau en bleef de naam SC Germania Spandau behouden. Op 27 juli 1911 fuseerde de club met Spandauer SC Germania 1904. 
Germania 1904 speelde vanaf 1907 in de competitie van de Markse voetbalbond. De club speelde er 4 seizoenen en kon geen rol van betekenis spelen. In 1911 fuseerden de Berlijnse voetbalbonden tot één grote voetbalbond. De Markse competitie werd iets lichter bevonden dan die van de VBB en slechts drie clubs plaatsten zich hiervoor. Germania 04 speelde wel nog een kwalificatiewedstrijd maar kon deze niet winnen. 
De fusieclub die verder ging onder de naam Spandauer SC Germania 1895 slaagde er de eerste jaren niet in te promoveren en tijdens de Eerste Wereldoorlog was er geen promotie en degradatie. In 1918 kon de club wel promoveren en eindigde zestiende op achttien clubs. In 1919/20 werd de competitie gewijzigd, er kwamen vier reeksen waarvan de top drie zich plaatste voor de uiteindelijke competitie. Als derde van de Westkreis plaatste de club zich en eindigde achtste op twaalf clubs. 
Na dit seizoen fuseerde de club met  Spandauer FC Triton 1894 en werd zo Spandauer SVgg 94/95. 